# Shelton Benjamin
Shelton James Benjamin (Orangeburg (South Carolina), 9 juli 1975) is een Amerikaans professioneel worstelaar die sinds 2017 actief is in de World Wrestling Entertainment. Benjamin was eerder reeds lid van de federatie tussen 2000 en 2010.
Benjamin is een voormalige WWE United States Champion en 3-voudig WWE Intercontinental Champion. Tevens is hij een 3-voudig WWE (Raw) Tag Team Champion, waarvan twee keer met Charlie Haas en één keer met Cedric Alexander. Tot slot is hij nog een 3-voudig WWE 24/7 Champion. Bij de worstelorganisatie Ohio Valley Wrestling (OVW), die als opleidingscentra fungeerde voor WWE (toen ook nog WWF in 2000 tot 2002), is hij een 4-voudig OVW Southern Tag Team Champion, waarvan drie keer met Brock Lesnar.
In zijn carrière heeft hij onder meer gewerkt voor Ring of Honor (ROH), waar hij een 2-voudig ROH World Tag Team Champion is met Charlie Haas. Tevens heeft hij ook, gewerkt voor de Japanse worstelorganisaties New Japan Pro Wrestling (NJPW), kort voor Pro Wrestling Noah (NOAH) en de Puerto-Ricaanse worstelorganisatie World Wrestling Council (WWC), waar hij een voormalige WWC Universal Heavyweight Champion is.
Benjamin heeft ook carrière gevolgd in het traditioneel worstelen. Hij was onder meer actief in de National Junior College Athletic Association (NJCAA). Hij is een voormalige Junior College National Wrestling Champion.

## Professioneel worstel-carrière (2000–)

### World Wrestling Federation/Entertainment (2000–2010)
In 2000 kreeg en accepteerde Benjamin een contract van de World Wrestling Federation. Hij ging naar de Ohio Valley Wrestling (OVW), dat van 2000 tot 2008 als een opleidingscentrum van WWE fungeerde, om zich te trainen tot een volwaardige professionele worstelaar. Benjamin vormde een tag team met Brock Lesnar. Zij hadden elkaar leren kennen als teamgenoten in het worstelen op de Universiteit van Minnesota en werden zelfs kamergenoten. Tijdens hun periode als team wonnen Benjamin en Lesnar drie keer het OVW Southern Tag Team Championship.
In september 2002 kreeg Banjamin van de WWE een voltijdse contract met de World Wrestling Entertainment en ging worstelen voor SmackDown!. In december 2002 werd Benjamin lid van Team 3D, een stable waar Charlie Haas en Kurt Angle (mentor) ook lid waren. Hun eerste officiële wedstrijd was in een aflevering van SmackDown op 2 januari 2003 en dat was tegen Edge en Chris Benoit. Nadat Team 3D ontbonden werd, worstelden Benjamin en Haas verder als The World's Greatest Tag Team en tussen 2002 en 2004 won het team twee keer het WWE Tag Team Championship.
In 2004 werd The World's Greatest Tag Team ontbonden en Benjamin richtte zich op de een-op-een competities. Op Taboo Tuesday, op 19 oktober 2004, veroverde Benjamin voor de eerste keer het WWE Intercontinental Championship door Chris Jericho te verslaan. In een aflevering van Raw op 20 juni 2005, moest Benjamin de titel afstaan aan Carlito. Op 20 februari 2006 werd Benjamin voor de tweede keer en op 15 mei 2006 voor de derde keer Intercontinental Champion.
In een aflevering van ECW op 20 november 2007, introduceerde Elijah Burke Benjamin als de nieuwe ECW-superster, blondeerde hij zijn haar en kreeg een bijnaam, "The Gold Standard". Later op die avond, won Benjamin zijn ECW-debuutwedstrijd door Tommy Dreamer te verslaan. Als onderdeel van de Draft 2008, werd Benjamin teruggestuurd naar SmackDown!.
Op The Great American Bash 2008 veroverde Benjamin het WWE United States Championship door Matt Hardy te verslaan. In een aflevering van SmackDown! op 17 maart 2009 moest Benjamin de titel afstaan aan Montel Vontavious Porter en zo eindigde, na 243 dagen, zijn heerschappij als United States Champion. In juni 2009 keerde Benjamin voltijds terug naar de ECW.
Benjamin bleef worstelen voor de WWE totdat hij, op 22 april 2010, samen met Jimmy Wang Yang, Kung Fu Naki, Slam Master J, Mickie James en Katie Lea Burchill het bedrijf moesten verlaten.
In 2017 werd bekend dat Shelton Benjamin gaat terugkeren in de WWE. Hij gaat dat doen als tagteam partner van Chad Gable bij SmackDown.

### Ring of Honor (2010–2013)
In september 2010 debuteerden Benjamin en Haas op Ring of Honor en ze verloren hun debuutmatch van Chris Hero en Claudio Castagnoli. Samen met Haas won Benjamin twee keer het ROH World Tag Team Championship. Benjamin bleef voor ROH worstelen totdat hij een ontslag aanvroeg aan ROH en die accepteerde.

## In het worstelen
- Finishers
  - 450° splash
  - Dragon whip / Money Clip / Shell Shocka
  - Paydirt
  - T–Bone Suplex
  - Superkick

- Kenmerkende bewegingen
  - Cobra clutch backbreaker
  - Diving clothesline
  - Falling neckbreaker
  - Inverted facelock backbreaker
  - Multiple suplex variations
    - Bridging / Release German
    - Bridging Northern lights
    - Release exploder
    - Super

  - Roundhouse kick
  - Samoan drop
  - Shell Bomb (Turnbuckle powerbomb)
  - Spinebuster
  - Stinger splash
  - Tornado DDT

- Managers
  - "Momma" Benjamin
  - Kurt Angle

- Bijnaam
  - "The Gold Standard"

## Prestaties

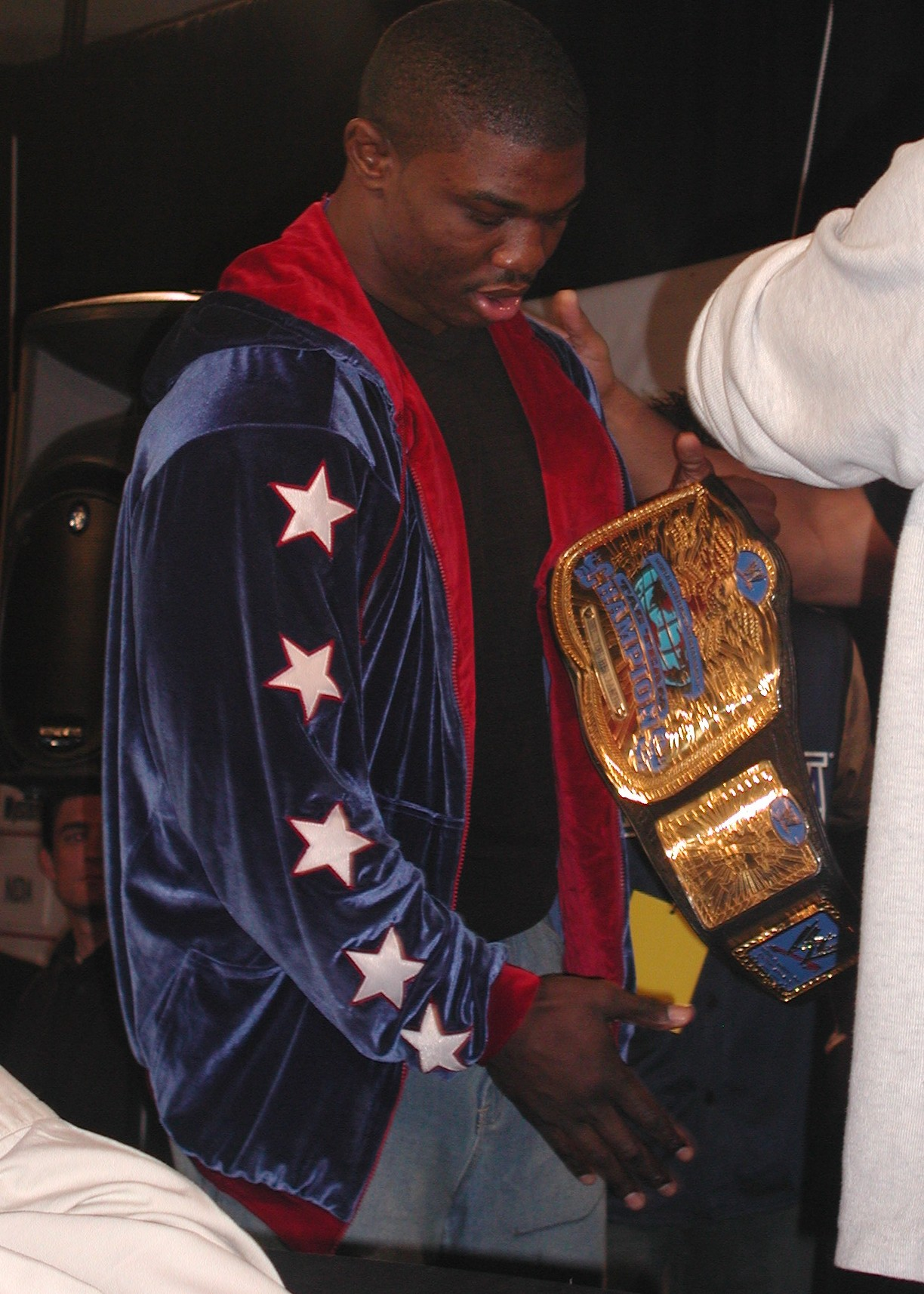
Benjamin als WWE Tag Team Champion

### Amateur worstelen
- National Junior College Athletic Association
  - Junior College National Wrestling Champion
- National Collegiate Athletic Association
  - All-American (1997, 1998)

### Professioneel worstelen
- Millennium Wrestling Federation
  - MWF Heavyweight Championship (1 keer)
- Ohio Valley Wrestling
  - OVW Southern Tag Team Championship (4 keer) – met Brock Lesnar (3) en Redd Dogg (1)
  - Danny Davis Invitational Tag Team Tournament (2015) – met Charlie Haas
- Pro Wrestling Illustrated
  - Tag Team of the Year (2003) met Charlie Haas
  - Gerangschikt op nummer 9 van de 500 top worstelaars in de PWI 500 in 2005
- Ring of Honor
  - ROH World Tag Team Championship (2 keer) – met Charlie Haas
- World Wrestling Council
  - WWC Universal Heavyweight Championship (1 keer)
- Wrestling Observer Newsletter
  - Most Underrated (2005–2007)
- World Wrestling Entertainment
  - WWE 24/7 Championship (3 keer)
  - WWE United States Championship (1 keer)
  - WWE Intercontinental Championship (3 keer)
  - WWE (Raw) Tag Team Championship (3 keer) – met Charlie Haas (2) en Cedric Alexander (1)
  - Slammy Award (1 keer)
    - Trash Talker of the Year (2020) als The Hurt Business gedeeld met Lacey Evans